# 静岡市立大里東小学校
静岡市立大里東小学校（しずおかしりつ おおざとひがししょうがっこう）は、静岡県静岡市駿河区高松にある公立小学校。

## 沿革
- 1873年（明治6年） - 「宮岳庠舎」開校[1]。
- 1884年（明治17年） - 「宮岳庠舎」を廃して「大谷尋常小学校高松分教場」とする。その後、馬渕ほか14村が合併して大里村になり、高松分教場は大谷尋常小学校より分離し、「大里尋常小学校」となる[1]。
- 1898年（明治31年）4月1日 - 「安倍郡大里東尋常小学校」となる[1]。
- 1918年（大正7年）4月 - 高等科を併置し、「大里東尋常高等小学校」と改称[1]。
- 1929年（昭和4年）3月1日 - 静岡市と合併し、「静岡市大里東尋常高等小学校」となる。
- 1941年（昭和16年）4月1日 - 「静岡市大里東国民学校」と改称。
- 1947年（昭和22年）4月1日 - 「静岡市立大里東小学校」と改称。
- 1952年（昭和27年）10月27日 - 校歌制定（作詩作曲 野賀正巳）。
- 1957年（昭和32年）8月8日 - 創立60周年記念式を行う。校旗制定。
- 1968年（昭和43年）10月10日 - 創立70周年記念式典。
- 1998年（平成10年）11月15日 - 創立100周年記念式典。

## 通学区域
駿河区

| - 下島の一部 | - 高松 |

## アクセス
- しずてつジャストライン石田街道線 「宮竹」停留所から、徒歩3分